# Lê Đình Số
Lê Đình Số (1926 – 31 tháng 3 năm 2017), bí danh Hùng Thao, là một sĩ quan cấp cao trong Quân đội nhân dân Việt Nam, hàm Thiếu tướng, nguyên Cục trưởng Cục cán bộ Tổng cục Chính trị, Phó Chính ủy Sư đoàn Phòng không 367 Quân chủng Phòng không Không quân.

## Thân thế và sự nghiệp
- Ông sinh ra tại thôn Minh Thành xã Thái Tân, huyện Thái Thụy, tỉnh Thái Bình.
- Tháng 8 năm 1945, ông tham gia tự vệ địa phương (khu Đ huyện Thái Ninh cũ).
- Tháng 1 năm 1946, ông nhập ngũ là chiến sĩ, tiểu đội trưởng rồi trung đội trưởng cảnh vệ Thái Bình
- Tháng 12 năm 1948, ông là cán sự đặc phái viên tỉnh ủy Thái Bình.
- Tháng 9 năm 1949, ông làm huyện ủy viên huyện Thụy Anh, cán bộ thi đua tỉnh Thái Bình.
- Tháng 1 năm 1950, ông làm chính trị viên Đại đội 4 địa phương tỉnh Thái Bình
- Tháng 6 năm 1951, ông làm chính trị viên phó Tiểu đoàn địa phương tỉnh Thái Bình sau phụ trách chính trị viên Tiểu đoàn 670 Trung đoàn 50 Khu Tả Ngạn.
- Tháng 9 năm 1952, ông làm Phó Chủ nhiệm Chính trị Trung đoàn 50, Trung đoàn 49.
- Tháng 7 năm 1954, ông làm Chủ nhiệm Chính trị Trung đoàn 45 Đại đoàn Pháo binh 351.
- Tháng 1 năm 1955, ông được cử giữ chức vụ Trưởng ban Tổ chức và Cán bộ Sư đoàn 45 Bộ Tư lệnh Pháo binh
- Tháng 8 năm 1956, công tác quân sự tại Đại sứ quán Việt Nam ở Trung Quốc
- Tháng 10 năm 1960, Phó Phòng Cán bộ Chính trị Cục cán bộ
- Năm 1962, ông được cử đi học Chính trị trung cao.
- Năm 1963, là Phó Phòng Cán bộ Chính trị Cục Cán bộ.
- Tháng 8 năm 1965, ông được cử giữ chức vụ Phó phòng Điều động – Đề bạt Cục Cán bộ
- Tháng 7 năm 1966, chuyển sang làm Chủ nhiệm Chính trị, Sư đoàn Phòng không 367 Quân chủng Phòng không Không quân.
- Tháng 2 năm 1968, ông làm Phó Chính ủy Sư đoàn Phòng không 367 Quân chủng Phòng không Không quân, Thường vụ Đảng ủy Sư đoàn
- Tháng 5 năm 1969, tiếp tục giữ chức vụ Cục phó Cục Cán bộ, Tổng cục Chính trị.
- Năm 1979, ông được cử đi học bổ túc tại Học viện Quân sự cấp cao
- Tháng 4 năm 1980, Cục trưởng Cục Cán bộ, Tổng cục Chính trị.
- Tháng 12 năm 1983, Cục trưởng Cục Cán bộ Chính trị, Tổng cục Chính trị.
- Năm 1986, sau khi hợp nhất hai Cục, ông giữ chức vụ Cục phó Cục Cán bộ Tổng cục Chính trị.
- Tháng 9 năm 1991, ông nghỉ hưu.
- Ông mất lúc 16h15' ngày 31/3/2017
- Thiếu tướng (4.1984).

## Thành tích
- Huân chương Quân công hạng Nhì
- Huân chương Chiến công (hạng Nhất, Ba)
- Huân chương Chiến thắng (chống Pháp) hạng Nhì
- Huân chương Chiến sĩ vẻ vang (hạng Nhất, Nhì, Ba)
- Huy chương Quân kỳ quyết thắng
- Huy hiệu 40 và 50 năm tuổi Đảng.